# Feldhandball-Weltmeisterschaft der Männer 1952/Kader
An der 3. Feldhandball-Weltmeisterschaft der Männer, die vom 8. bis 15. Juni 1952 in der Schweiz ausgetragen worden sind, beteiligten sich 9 Mannschaften. In dieser Liste werden die Kader der Mannschaften sowie die Einsätze, die erzielten Tore und die über die Spieler verhängten Strafen dargestellt.

## Legende
Die Mannschaftskader umfassen bis zu 16 Spieler. 
Die Zahlen (Länderspiele/Tore) im vorderen Teil der Tabellen sind die Angaben vor Beginn der Weltmeisterschaft.
| Nr. = Rückennummer              | Pos. = Position            | Gr. = Größe in Metern | Lsp = Länderspiele vor der WM |
| LT = Länderspieltore vor der WM | Spiele = Spiele bei der WM | T = Tore bei der WM   |                               |
| TW = Torwart                    | V = Verteidiger            | L = Läufer            | S = Stürmer                   |

## Gruppe A

### Dänemark
Betreuer
| Funktion       | Name        | Nationalität |
| -------------- | ----------- | ------------ |
| Delgationschef | Egon Sander |              |

Spieler
| Nr.                 | Spielername         | Pos.                | Gr. | Geburtsdatum | Verein                        | Lsp.    | LT. | Sp. | T |
| ------------------- | ------------------- | ------------------- | --- | ------------ | ----------------------------- | ------- | --- | --- | - |
| 1                   | Holger Hansen       | TW                  |     | 1912         | København Håndboldklub        | 10      |     |     |   |
| 2                   | Oscar Clausen       | V                   |     | 1924         | Ajax København                | 11      |     |     |   |
| 3                   | Gustav Wolder       | V                   |     | 1926         | Aarhus GF                     | 2       |     |     |   |
| 4                   | Svend Zabell        | V                   |     | 1931         | Ajax København                | 1       |     |     |   |
| 5                   | Erik Christensen    | L                   |     | 1917         | København Håndboldklub        | 15      |     |     |   |
| 6                   | Jørgen Larsen       | L                   |     | 1932         | Ajax København                | 0       |     |     |   |
| 7                   | Viggo Larsen        | L                   |     | 1933         | GF Frem Odense                | 0       |     |     |   |
| 8                   | Poul Winge          | L                   |     | 1927         | Vejlby-Risskov Idrætsklub     | 1       |     |     |   |
| 9                   | Erik Eigaard        | S                   |     | 1925         | Tarup Håndboldklub            | 7       |     |     |   |
| 10                  | Bent Jakobsen       | S                   |     | 1919         | Ajax København                | 33      |     |     |   |
| 11                  | Svend Aage Madsen   | S                   |     | 1919         | Ajax København                | 44      |     |     |   |
| 12                  | Shjold Bjørn        | TW                  |     | 1922         | IF Vidar Kopenhagen           | 1       |     |     |   |
| 13                  | Mogens Nielsen      | S                   |     | 1927         | Handelsstandens GF Kopenhagen | 5       |     |     |   |
| 14                  | Poul Rask           | S                   |     | 1925         | IF Stjernen Odense            | 0       |     |     |   |
| 15                  | Kjeld Rasmussen     | L                   |     | 1926         | Efterslaegten BK Kopenhagen   | 1       |     |     |   |
| 16                  | Jørn Tillegren      | L                   |     | 1934         | Vejlby-Risskov Idrætsklub     | 0       |     |     |   |
| Durchschnitt Gesamt | Durchschnitt Gesamt | Durchschnitt Gesamt |     | 1925         |                               | 8,2 131 |     |     |   |

### Deutschland
Betreuer
| Funktion            | Name             | Nationalität   |
| ------------------- | ---------------- | -------------- |
| Delgationschef      | Willy Daume      |                |
| Stv. Delgationschef | Kurt Scheffel    |                |
| Mannschaftsbetreuer | Siegfried Perrey | BR Deutschland |
| Mannschaftsbetreuer | Fritz Fromm      | BR Deutschland |

Spieler
| Nr.                 | Spielername         | Pos.                | Gr. | Geburtsdatum       | Verein                 | Lsp.   | LT.    | Sp.    | T       |
| ------------------- | ------------------- | ------------------- | --- | ------------------ | ---------------------- | ------ | ------ | ------ | ------- |
| 1                   | Horst Bröker        | TW                  |     | 1924               | SpVgg Hochheide        | 2      | 0      | 3      | 0       |
| 2                   | Jürgen Isberg       | V                   |     | 24. Sep. 1928 (23) | SV Polizei Hamburg     | 3      | 1      | 5      | 4       |
| 3                   | Markus Bernhard     | V                   |     | 13. Feb. 1921 (31) | FC Bayern München      | 3      | 2      | 4      | 1       |
| 4                   | Heinz-Georg Sievers | V                   |     | 27. Sep. 1923 (28) | THW Kiel               | 2      | 0      | 2      | 0       |
| 5                   | Karl Günnemann      | L                   |     | 25. Aug. 1931 (20) | TuS Lintfort           | 2      | 3      | 2      | 0       |
| 6                   | Werner Vick         | L                   |     | 3. Dez. 1920 (31)  | SV Polizei Hamburg     | 7      | 0      | 5      | 2       |
| 7                   | Alfred Heidemann    | L                   |     | 1919               | RSV Mülheim            | 3      | 1      | 4      | 1       |
| 8                   | Herbert Podolske    | L                   |     | 20. Juli 1919 (32) | THW Kiel               | 3      | 1      | 3      | 1       |
| 9                   | Paul Wanke          | S                   |     | 1926               | SV Polizei Hamburg     | 1      | 7      | 3      | 8       |
| 10                  | Bernd Kuchenbecker  | S                   |     | 14. März 1920 (32) | Sportfreunde Flensburg | 4      | 13     | 2      | 6       |
| 11                  | Heinrich Dahlinger  | S                   |     | 30. Okt. 1922 (29) | THW Kiel               | 4      | 19     | 4      | 12      |
| 12                  | Heinz Singer        | TW                  |     | 22. Feb. 1923 (29) | SV Polizei Hamburg     | 1      | 0      | 2      | 0       |
| 13                  | Bernhard Kempa      | S                   |     | 19. Nov. 1920 (31) | Frisch Auf Göppingen   | 4      | 17     | 5      | 27      |
| 14                  | Walter Schädlich    | S                   |     | 15. Apr. 1922 (30) | Hamborn 07             | 5      | 20     | 5      | 26      |
| 15                  | Hermann Will        | L                   |     | 1921               | RSV Mülheim            | 2      | 10     | 3      | 9       |
| 16                  | Günter Fallner      | L                   |     | 1930               | TuS Lintfort           | 0      | 0      | 3      | 12      |
| Durchschnitt Gesamt | Durchschnitt Gesamt | Durchschnitt Gesamt |     | 1923               |                        | 2,9 46 | 5,6 94 | 3,4 55 | 6,8 109 |

Die Anzahl der Länderspiele weicht teilweise vom Programmheft ab, da dort auch die Hallenländerspiele berücksichtigten wurden. Quelle:

## Gruppe C

### Schweiz
Betreuer
| Funktion       | Name        | Nationalität |
| -------------- | ----------- | ------------ |
| Delgationschef | Albert Geng |              |
| Selektionär    | Karl Schmid |              |

Spieler
| Nr.                 | Spielername         | Pos.                | Gr. | Geburtsdatum  | Verein                  | Lsp.    | LT. | Sp. | T |
| ------------------- | ------------------- | ------------------- | --- | ------------- | ----------------------- | ------- | --- | --- | - |
| 1                   | Emil Worni          | TW                  |     | 18. Nov. 1926 | Grasshopper Club Zürich | 13      |     |     |   |
| 2                   | Ernst Dubs          | V                   |     | 1. Aug. 1924  | Grasshopper Club Zürich | 15      |     |     |   |
| 3                   | Kurt Hartmann       | V                   |     | 1928          | TV Unterstrass          | 0       | 0   |     |   |
| 4                   | Albert Rüegg        | V                   |     | 1920          | Pfadi Winterthur        | 2       |     |     |   |
| 5                   | Hugo Baumgartner    | L                   |     | 1925          | TV Kaufleute Zürich     | 4       |     |     |   |
| 6                   | Paul Burr           | L                   |     | 1930          | TV Länggasse Bern       | 2       |     |     |   |
| 7                   | Otto Schwarz        | L                   | 188 | 29. Mai 1928  | Grasshopper Club Zürich | 17      |     |     |   |
| 8                   | Walter Strohmeier   | L                   |     | 22. Juni 1930 | Grasshopper Club Zürich | 1       |     |     |   |
| 9                   | Jack Bertschinger   | S                   |     | 9. Juni 1923  | Grasshopper Club Zürich | 13      |     |     |   |
| 10                  | Jack Bolli          | S                   |     | 29. Mai 1923  | Grasshopper Club Zürich | 11      |     |     |   |
| 11                  | Ulrich Bolliger     | S                   |     | 1925          | BTV Aarau               | 9       |     |     |   |
| 12                  | Charly Burger       | TW                  | 190 | 15. Sep. 1933 | BTV Aarau               | 0       | 0   | 1   | 0 |
| 13                  | Walter Hofer        | S                   |     | 1926          | Grasshopper Club Zürich | 5       |     |     |   |
| 14                  | Edy Klöti           | S                   |     | 30. Nov. 1925 | TV Kaufleute Zürich     | 15      |     |     |   |
| 15                  | Fritz Riess         | L                   |     | 1932          | Grasshopper Club Zürich | 0       | 0   |     |   |
| 16                  | Max Straub          | L                   |     | 1929          | STV Rorschach           | 3       |     |     |   |
| Durchschnitt Gesamt | Durchschnitt Gesamt | Durchschnitt Gesamt |     | 1926,5        |                         | 6,9 110 |     |     |   |

### Frankreich
Betreuer
| Funktion    | Name        | Nationalität |
| ----------- | ----------- | ------------ |
| Selektionär | René Ricard | Frankreich   |

Spieler
| Spieler | Spieler             | Spieler | Spieler | Spieler       | Spieler                           | Gegner | Gegner | Gegner | Gegner |
| Nr.     | Name                | Pos.    | Gr.     | Geburtsdatum  | Verein                            | Sp.    | T      | Sp.    | T      |
| ------- | ------------------- | ------- | ------- | ------------- | --------------------------------- | ------ | ------ | ------ | ------ |
|         | Michel Rochepierre  | TW      |         |               | Racing Club de France             | X      |        |        |        |
|         | Pierre Pechiné      | TW      |         |               | CSL Dijon                         |        |        | X      |        |
|         | Félix Gaonac'h      |         |         |               | AS Police Paris                   | X      |        | X      |        |
|         | Roger Philippoteaux |         |         |               | AS Police Paris                   |        |        | X      |        |
|         | Claude Sagna        |         |         |               | AS Police Paris                   | X      |        | X      |        |
|         | Marcel Gaudion      |         | 186     | 12. Jan. 1924 | Villemomble Handball              | X      |        | X      | 3      |
|         | Joël Fleury         |         |         |               | Club athlétique de Paris (CA XIV) |        |        |        |        |
|         | Jean Taillefer      |         |         |               | AS Police Paris                   | X      |        | X      | 1      |
|         | Pierre Imberty      |         |         |               | Paris Université Club (PUC)       | (X)    |        | X      |        |
|         | Bernard Santona     |         |         | 10. Nov. 1921 | CSL Dijon                         | X      |        | X      | 1      |
|         | Jean Lasnier        |         |         |               | CSL Dijon                         | X      |        |        |        |
|         | Roland Versigny     |         |         |               | AS Police Paris                   | X      |        | X      | 1      |
|         | Michel Pichot       |         |         |               | AS Police Paris                   | X      |        |        |        |
|         | Maurice Chastanier  |         |         | 27. Juni 1931 | Villemomble Handball              | X      |        | X      | 1      |
|         | Paul Dangel         |         |         |               | US Métro                          |        |        |        |        |
|         | Raymond Billet      |         |         |               | Villemomble Handball              | X      |        | X      |        |